# واکنش مایکل
واکنش مایکل (به انگلیسی: Michael reaction) یا افزایش مایکل (به انگلیسی: Michael addition) گونه‌ای از واکنش افزایشی هسته‌دوستی است که طی آن یک کربانیون یا گونه‌ای دیگر از هسته‌دوست‌ها، با یک ترکیب آلفا،بتا کربونیل غیر اشباع واکنش می‌دهند. این روش، روشی مفید در تشکیل ملایم یک پیوند کربن-کربن است که نخستین بار توسط شیمیدان آلی آمریکایی، آرتور مایکل معرفی گردید.